# Grammodes curvilinea
Grammodes curvilinea là một loài bướm đêm trong họ Erebidae.